# Adriana Costamagna
Maria Teresa Costamagna meglio nota come Adriana Costamagna (Roma, 24 settembre 1889 – Roma, 1º ottobre 1958) è stata un'attrice italiana del cinema muto.

## Biografia
Proveniente dal teatro dialettale piemontese, nel 1909 poco più che ventenne si avvicinò al cinema, quando fu ingaggiata dalla Itala Film inizialmente come «comparsa», per poi cominciare ad interpretare ruoli più significativi a partire dal 1911 come nel film Triste fascino. L'anno dopo fu assunta da un'altra compagnia torinese, la Savoia Film, nella quale iniziò ad interpretare ruoli da protagonista e acquisì molta notorietà, avendo recitato in film come Erodiade (1912), In hoc signo vinces e Satanella (1913).
Divenuta così una dei principali interpreti della Savoia Film, venne scritturata per il film Il mistero di Jack Hilton, nel quale compaiono numerosi animali feroci. La Costamagna rifiutò la controfigura ma il 16 ottobre 1913, durante le riprese, fu aggredita da un leopardo. Dall'incidente, pur gravemente sfigurata e graffiata su tutto il corpo, riuscì comunque a sopravvivere.
Nonostante il grave incidente, la Costamagna proseguì la sua carriera, che ebbe però fine alla vigilia degli anni venti.

## Filmografia parziale
- Agnese Visconti, regia di Giovanni Pastrone (1910)
- Amore e tradimento, regia di Luigi Romano Borgnetto (1910)
- Triste fascino, regia di Oreste Mentasti (1911)
- Mammina, regia di Oreste Mentasti (1911)
- La locandiera, regia di Alberto Nepoti (1912)
- La legge del cuore, regia di Giuseppe Pinto (1912)
- Sul sentiero della vipera, regia di Oreste Mentasti (1912)
- La zingara, regia di Sandro Camasio (1912)

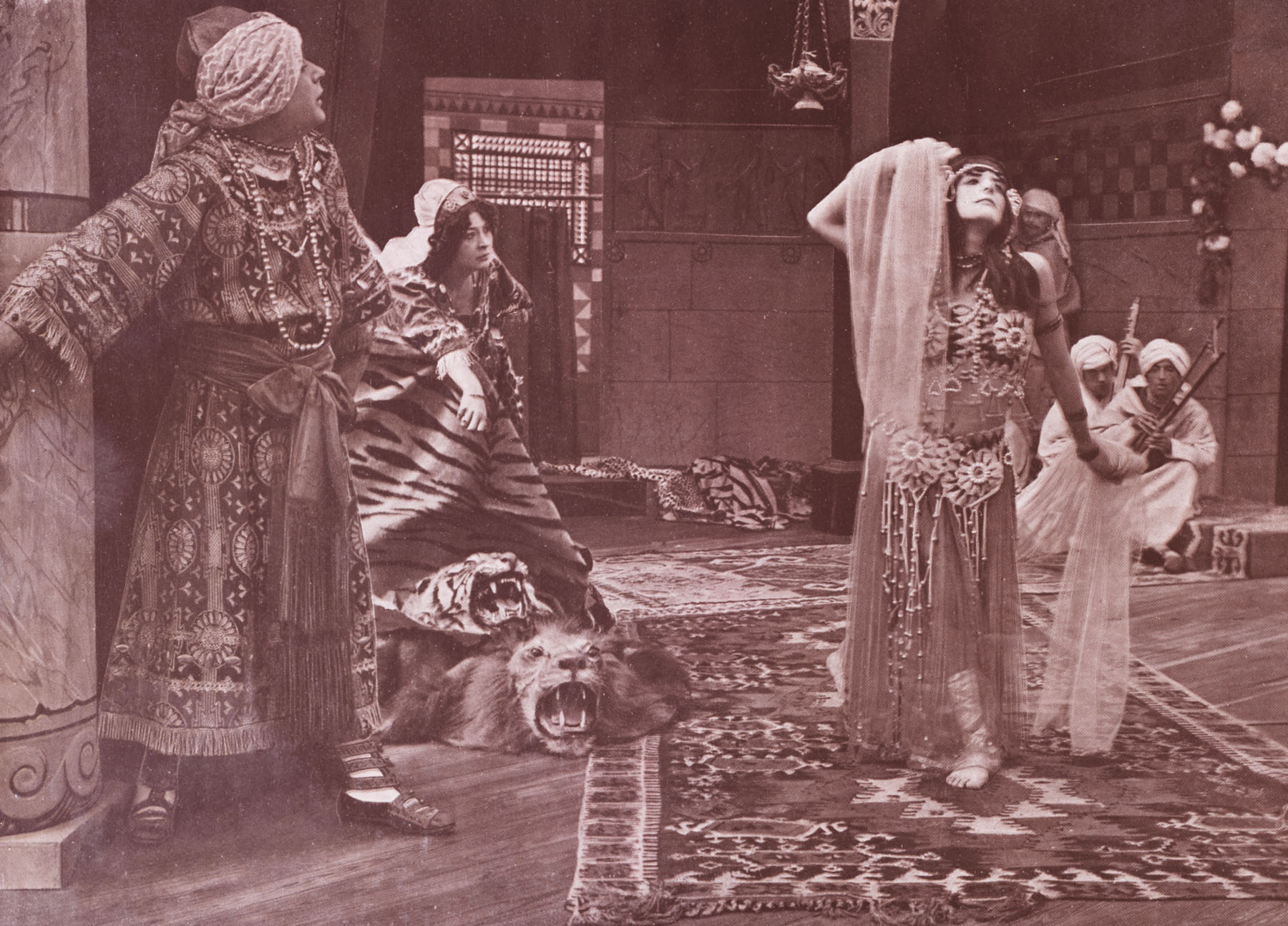
Erodiade: Adriana Costamagna nel ruolo di Salomè.

- Erodiade, regia di Oreste Mentasti (1912)
- Satanella, regia di Ubaldo Maria Del Colle e Alberto Nepoti (1913)
- Il pane altrui, regia di Ubaldo Maria Del Colle (1913)
- Messaggio del vento, regia di Oreste Mentasti (1913)
- La grande audacia, regia di Augusto Navone (1913)
- La morte civile, regia di Ubaldo Maria Del Colle (1913)
- L'erede di Jago, regia di Alberto Carlo Lolli (1913)
- In hoc signo vinces, regia di Nino Oxilia (1913)
- Il mistero di Jack Hilton, regia di Ubaldo Maria Del Colle (1913)
- Ultimo anelito, regia di Ubaldo Maria Del Colle (1914)
- Impronta fatale, regia di Oreste Mentasti (1914)
- Il genio della guerra, regia di Riccardo Tolentino (1914)
- Il procuratore generale, regia di Ubaldo Maria Del Colle (1915)
- La terrificante visione, regia di Ugo De Simone (1915)
- Il quadrifoglio rosso, regia di Mario Roncoroni (1916)
- La più dolce corona, regia di Mario Ceccatelli (1917)
- Battaglie della vita, regia di Oreste Mentasti (1917)